# Antoine Dupont
Antoine Dupont (Lannemezan, 15 novembre 1996) è un rugbista a 15 e rugbista a 7 francese che gioca mediano di mischia nel Tolosa.

## Biografia
Cresciuto a Castelnau-Magnoac, Dupont iniziò a praticare il rugby nella squadra locale. Nel 2011, una volta terminata la scuola secondaria, entrò a far parte del centro di formazione dell'Auch. Al terzo anno di giovanili fu selezionato per partecipare ad uno stage al centro nazionale di rugby di Marcoussis e, successivamente, fu inserito nella lista dei giocatori under-19 di interesse nazionale stilata dalla FFR. Nell’estate del 2014 firmò un triennale da espoir con il Castres, facendo il suo debutto nella nuova squadra a soli 17 anni contro il Leinster nella fase a gironi di Champions Cup; un mese dopo, scese per la prima volta in campo anche in Top 14 contro Tolone, venendo inserito, a fine stagione, tra i candidati al premio di miglior rivelazione del campionato conferito durante la ‘’Nuit de rugby’’. Pur non vincendo il riconoscimento quella volta, lo ottenne alla fine dell'annata 2016-17 che fu anche la sua ultima con il Castres, in quanto firmò un accordo con il Tolosa. Il suo inizio con il nuovo club fu molto positivo, in quanto segnò quattro mete nelle prime quattro partite giocate, ma la sua esperienza fu interrotta da un infortunio, subito durante il Sei Nazioni 2018, che gli fece saltare tutto il prosieguo della stagione. Ritornò in campo nella partita contro l'Agen il 6 ottobre del 2018 e fornì da allora un contributo costante alla conquista da parte del Tolosa del suo ventesimo titolo francese.
Dopo la trafila nelle selezioni nazionali francesi, Dupont partecipò al suo primo torneo internazionale in occasione del Sei Nazioni Under-20 del 2015. Prese parte alla stessa competizione anche l'anno successivo e poi giocò il mondiale giovanile del 2016 dove si mise in mostra segnando cinque mete. Esordì in nazionale maggiore in occasione del Sei Nazioni 2017: il CT Guy Novès lo chiamò come rimpiazzo dell'infortunato Maxime Machenaud e lo fece debuttare nella penultima giornata del torneo contro l'Italia. Successivamente scese in campo anche nell'ultima partita con il Galles. Nella stessa annata, prese parte al tour estivo in Sudafrica e giocò tutti i ‘’test-match’’ della finestra autunnale. Fu poi incluso nella squadra francese per il Sei Nazioni 2018 dal nuovo commissario tecnico Jacques Brunel, ma nel corso della prima giornata contro l'Irlanda subì la rottura del legamento crociato anteriore del ginocchio destro. Tornò in nazionale dopo nove mesi di assenza in occasione delle amichevoli di fine 2018, per poi disputare buona parte del Sei Nazioni 2019, in cui, all'ultima giornata, segnò la sua prima meta internazionale contro l'Italia. Dopo aver giocato tutte e tre le amichevoli preparatorie, fu inserito, ad inizio settembre 2019, nella lista dei convocati francesi alla Coppa del Mondo di rugby 2019. Nel corso del mondiale scese in campo in tre incontri, tra i quali il quarto di finale perso contro il Galles disputato da titolare. L'anno seguente, il nuovo selezionatore Fabien Galthié lo schierò dal primo minuto in tutte le partite del Sei Nazioni 2020. Al termine della competizione ricevette il riconoscimento come miglior giocatore del torneo, diventando il primo francese di sempre ad ottenerlo.
Nel novembre 2015, Dupont ottenne la sua prima presenza con la selezione ad inviti dei Barbarians francesi in un incontro con l'Australia.
Dopo un'ottima prima metà della stagione 2023-2024 con lo Stade Toulousain, Antoine Dupont decise di non partecipare al Sei Nazioni 2024 per unirsi alla nazionale francese di rugby a 7 in preparazione ai Giochi Olimpici di Parigi. Nel febbraio 2024, Jérôme Daret lo ha convocato per la prima volta in carriera nella squadra francese di rugby a sette per partecipare ai tornei di Vancouver e Los Angeles, quest'ultimo vinto dalla squadra francese. Ai Giochi olimpici conquista con la nazionale francese l'oro olimpico, battendo in finale le Fiji. 

## Palmarès

### Rugby a 15
- Campionati francesi: 4
Tolosa: 2018-19, 2020-2021, 2022-23, 2023-24
- Champions Cup: 2
Tolosa: 2020-21, 2023-24
- Sei Nazioni: 2
Francia: 2022, 2025

### Rugby a 7
- Oro olimpico: 1
Francia: Parigi 2024